# Phil Napoleon

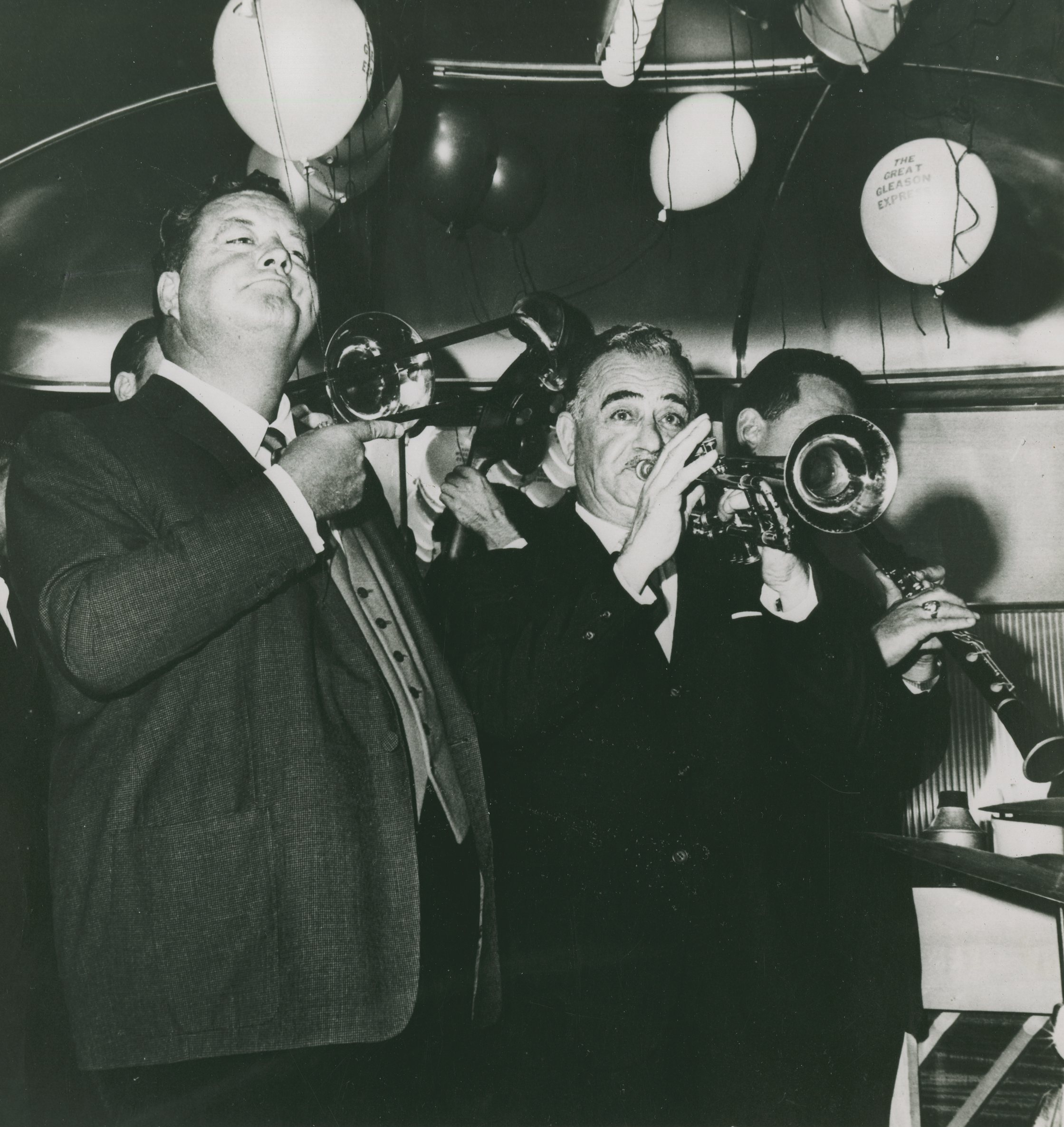
Phil Napoleon (rechts) und Jackie Gleason (links)

Phil Napoleon, eigentlich Filippo Napoli, (* 2. September 1901 in Boston; † 13. September 1990 in North Miami in Florida) war ein US-amerikanischer Jazz-Trompeter und Bandleader des frühen New Orleans Jazz.
Napoleon genoss in seiner Kindheit eine klassische Ausbildung an der Trompete. Als Jugendlicher spielte er in verschiedenen Tanzbands. Napoleon war einer der ersten weißen Musiker an der Nordostküste, die den damals neuen New Orleans Jazz aufgriffen.
1917 gründete er mit dem Pianisten Frank Signorelli die Original Memphis Five, deren Musik sich an dem Vorbild der Original Dixieland Jass Band orientierte. Die Original Memphis Five war in den 1920er Jahren eine der meistbeschäftigten Jazzbands in New York und nahmen bei vielen Labels teilweise unter Pseudonymen auf, wie „The Charleston Chasers“. In der Band spielten u. a. Miff Mole, Red Nichols, Tommy Dorsey und Jimmy Dorsey, Dave Tough, Pee Wee Russell, Jack Teagarden, Gene Krupa, Glenn Miller, Joe Venuti, Eddie Lang. Nachdem sich die Band 1928 aufgelöst hatte, arbeitete Napoleon als Studiomusiker bei NBC-Radio.
1937 hatte er auch kurz eine eigene Big Band, die für Variety aufnahm, aber wenig Erfolg hatte. Von 1943 bis 1947 sprang er in der Big Band seines ehemaligen Orchestermitglieds Jimmy Dorsey in Los Angeles ein, dem die Bandmitglieder während des Krieges ausgingen. Danach war er wieder NBC-Studiomusiker. 1950 bis 1956 legte er seine „Original Memphis Five“ neu auf, die im „Nick´s“ in New York spielten. Mit dabei war sein Neffe, der Pianist Marty Napoleon. 1956 zog er nach Miami, wo er einen eigenen Club „Napoleon´s Retreat“ leitete und noch häufig spielte. 1960 nahm er am Newport Jazz Festival teil und nahm das Album Phil Napoleon and His Memphis Five auf.